# Cecil Wylde
Cecil Wylde (Brookline, Massachusetts, 1904. január 28. – Natick, Massachusetts, 1994. november 11.) Európa-bajnoki bronzérmes amerikai–brit jégkorongozó, olimpikon.
Mint akkoriban sok brit jégkorongozó, ő is észak-amerikai volt, csak nem kanadai, hanem amerikai.
Az 1928. évi téli olimpiai játékok részt vett a jégkorongtornán, a brit válogatottban. 6 mérkőzésen játszott és 1 gólt ütött a belgák ellen. Összesítésben a 4. helyen végeztek. Ez az olimpia Európa-bajnokságnak is számított, így Európa-bajnoki bronzérmesek lettek.
Klubcsapata a Cambridge-i Egyetem jégkorongcsapata volt.